# 安德烈斯·阿尔达马
安德烈斯·阿尔达马（西班牙語：Andrés Aldama，1956年4月9日—），古巴男子拳击运动员。他曾代表古巴参加1976年和1980年夏季奥林匹克运动会拳击比赛，获得一枚金牌和一枚银牌。他也曾参加1979年泛美运动会。